# Svalboviken
Svalboviken är en ort i Näshulta socken, Eskilstuna kommun, vid sydöstra viken av Näshultasjön. 
Svalboviken uppkom sedan det smala sundet mellan Bälgviken och Näshultasjön muddrats upp 1894 och ångbåtstrafik kunde komma igång på Näshultasjön för kontakt med järnvägsstationen i Bälgviken. En av ångbåtens stationer och lastplatser blev Svalboviken. Efterhand växte mindre industrier och bostadshus fram på platsen.
Svalboviken har tidigare haft lanthandel, telefonstation och sågverk. Idag är den dominerande arbetsgivaren Svalboviken Trafik AB med åkeri och stenbrott (diabas).